# Cormac Conn Longas
Cormac Conn Longas ['kormak koN 'Loŋgas] („Cormac, Haupt der Exilierten“) ist im Ulster-Zyklus der keltischen Mythologie Irlands der Name eines Sohnes von König Conchobar mac Nessa aus Ulster.

## Mythologie
Als Cormacs Mutter wird Clothru genannt, eine Schwester der Königin Medb von Connacht.
In Longas mac nUislenn („Das Exil der Söhne Uislius“) wird Cormac von seinem Vater Conchobar mac Nessa als Anführer von drei Bürgen zu Deirdre und Naoise gesendet, um sie zur Rückkehr zu bewegen. Da der König aber Verrat übt und Naoise ermorden lässt, geht Cormac zusammen mit den beiden anderen Bürgen, Dubthach und Fergus mac Róich voll Zorn nach Connacht zu König Ailill mac Máta und Medb, um den Verrat zu rächen (deshalb auch sein Beiname Conn Longas). In Táin Bó Cuailnge („Der Rinderraub von Cooley“) kämpft er dann gemeinsam mit den Connachtern gegen die Ulter mit ihrem Haupthelden Cú Chulainn, ohne jedoch seine Abstammung und seine Sympathie für Ulster zu verleugnen.
Als er nach dem Tod seines Vaters von den Ultern aufgefordert wird, König zu werden, wird er auf der Heimreise zusammen mit seinen Begleitern in einer Herberge von Räubern überfallen und ermordet.